# Modelli FIAT
Qui sotto è copiata la lista completa dei modelli di automobili prodotti dalla FIAT dal 1899. L'elenco è compilato seguendo l'anno di distribuzione.

## 1899-1944

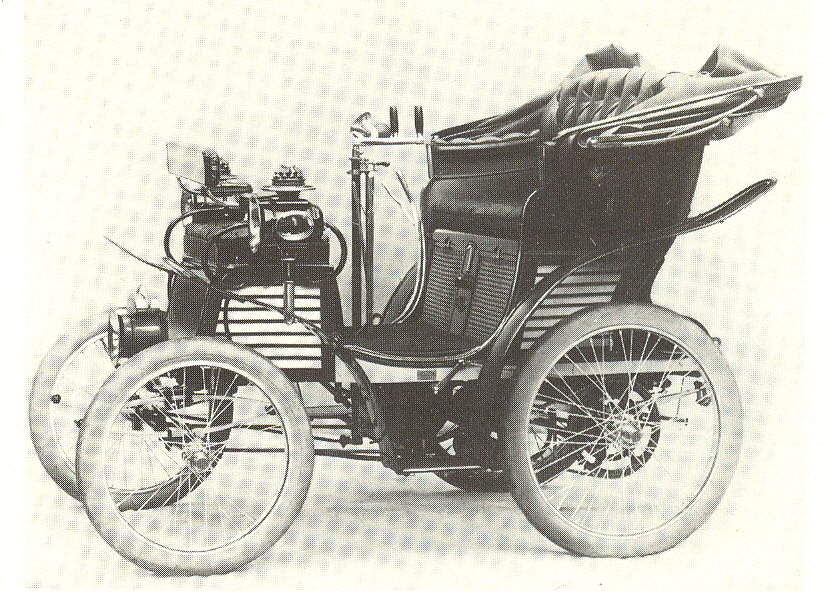
Fiat 3½ HP "Welleyes" del 1899

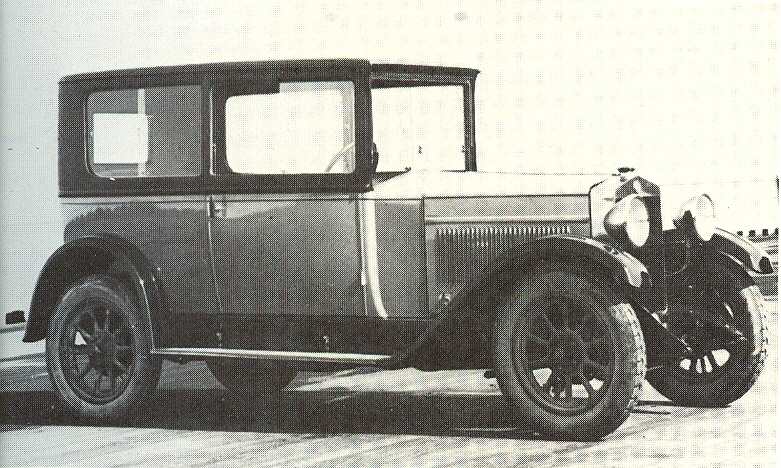
Fiat 509 Berlina del 1925

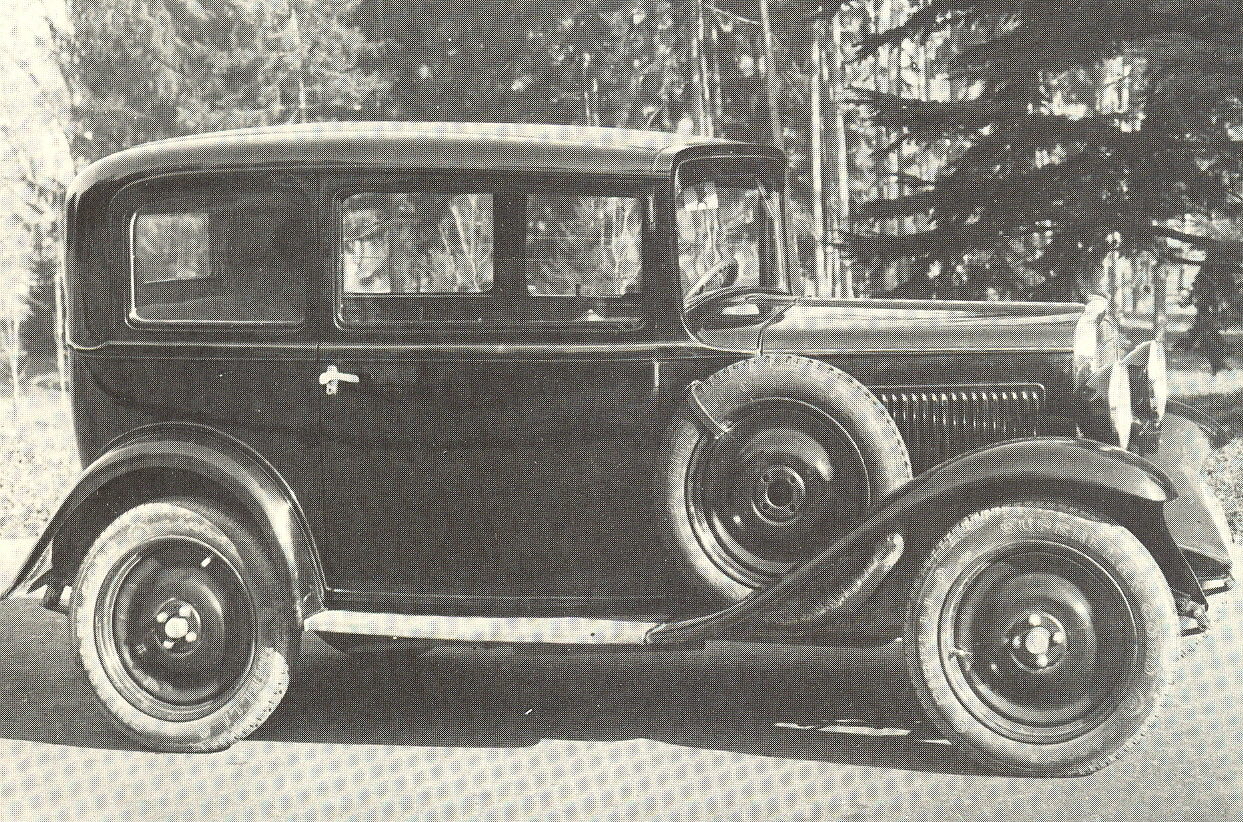
Fiat 508 Balilla del 1932

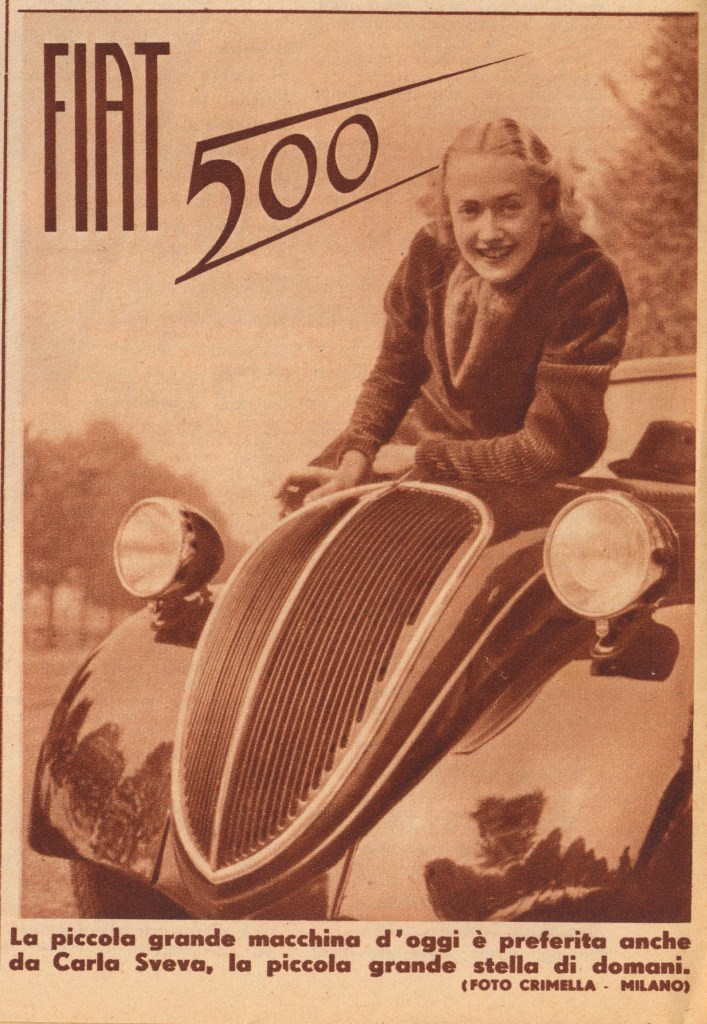
Pubblicità "Topolino" del 1936

- 1899 FIAT 3 ½ HP "Welleyes"
- 1900 FIAT 6 HP (6/8 HP)
- 1901 FIAT 10 HP (12-15 HP)
- 1901 FIAT 12 HP (12-15 HP)
- 1901 FIAT 8 HP (12-15 HP)
- 1902 FIAT 24/32 HP
- 1903 FIAT 16/20 HP
- 1903 Fiat 16-24 HP
- 1904 FIAT 60 HP
- 1905 Fiat 16 HP
- 1905 Fiat Brevetti
- 1906 FIAT 24/40 HP
- 1907 FIAT 28/40 HP
- 1908 FIAT 18/24 HP
- 1908 FIAT 50 HP
- 1908 FIAT 35/45 HP
- 1908 FIAT 20/30 HP

- 1908 Fiat Tipo 1 (12-15 HP)
- 1909 Fiat Brevetti tipo
- 1910 Fiat Tipo 2 (15-20 HP)
- 1910 Fiat Tipo 3 (20-30 HP)
- 1910 Fiat Tipo 4 (30-45 HP)
- 1910 Fiat Tipo 5 (50-60 HP)
- 1910 Fiat Tipo 6 (50-60 HP)
- 1912 FIAT 12/15 HP "Modello Zero"
- 1912 FIAT Tipo 2 (15-20 HP)
- 1912 FIAT Tipo 3A
- 1912 FIAT Tipo 3 TER
- 1915 FIAT 70
- 1919 Fiat 501
- 1919 Fiat 505
- 1919 Fiat 510
- 1920 FIAT Tipo 1 T (Taxi)
- 1921 Fiat 520 Superfiat

- 1922 Fiat 501 S
- 1922 Fiat 519
- 1925 Fiat 509
- 1926 Fiat 507
- 1926 Fiat 502
- 1926 Fiat 503
- 1926 Fiat 512
- 1927 Fiat 520
- 1928 Fiat 521
- 1928 Fiat 525
- 1929 Fiat 514
- 1931 Fiat 515
- 1931 Fiat 522
- 1931 Fiat 524
- 1932 Fiat 508 Balilla
- 1933 Fiat 518 Ardita
- 1934 Fiat 527
- 1934 Fiat 508S Balilla
- 1936 Fiat 1500
- 1936 Fiat 500 "Topolino"
- 1937 Fiat 10-12
- 1938 Fiat Venti Berlina
- 1938 Fiat 2800
- 1939 Fiat 25
- 1939 Fiat 1100 "Musone"

## 1945-1980
- 1948 Fiat 1100 S Coupé
- 1948 Fiat 500 B
- 1948 Fiat Topolino Barchetta
- 1949 Fiat 1500
- 1950 Fiat 1400
- 1951 Fiat Campagnola 1101
- 1951 Fiat 615
- 1952 Fiat 1900
- 1952 Fiat 8V Coupé
- 1952 Fiat AR51
- 1953 Fiat 1100
- 1953 Fiat Campagnola Diesel 1102
- 1954 Fiat 1900 Diesel
- 1955 Fiat 1100 TV Spider
- 1955 Fiat 600
- 1956 Fiat 600 Multipla
- 1957 Fiat 1200 Spyder
- 1957 Fiat Nuova 500
- 1957 Fiat 1100 T
- 1958 Fiat AR51B 1101b
- 1958 Fiat Campagnola A 1101A
- 1959 Fiat 1100
- 1959 Fiat AR59 1101b
- 1959 Fiat 1200 Spyder
- 1959 Fiat 1400B
- 1959 Fiat 1500S
- 1959 Fiat 1800
- 1959 Fiat 2100 Coupé Vignale
- 1959 Fiat 750 Berlina Abarth
- 1959 Fiat Nuova 500 Sport
- 1960 Fiat 1500 Cabriolet
- 1960 Fiat 2100

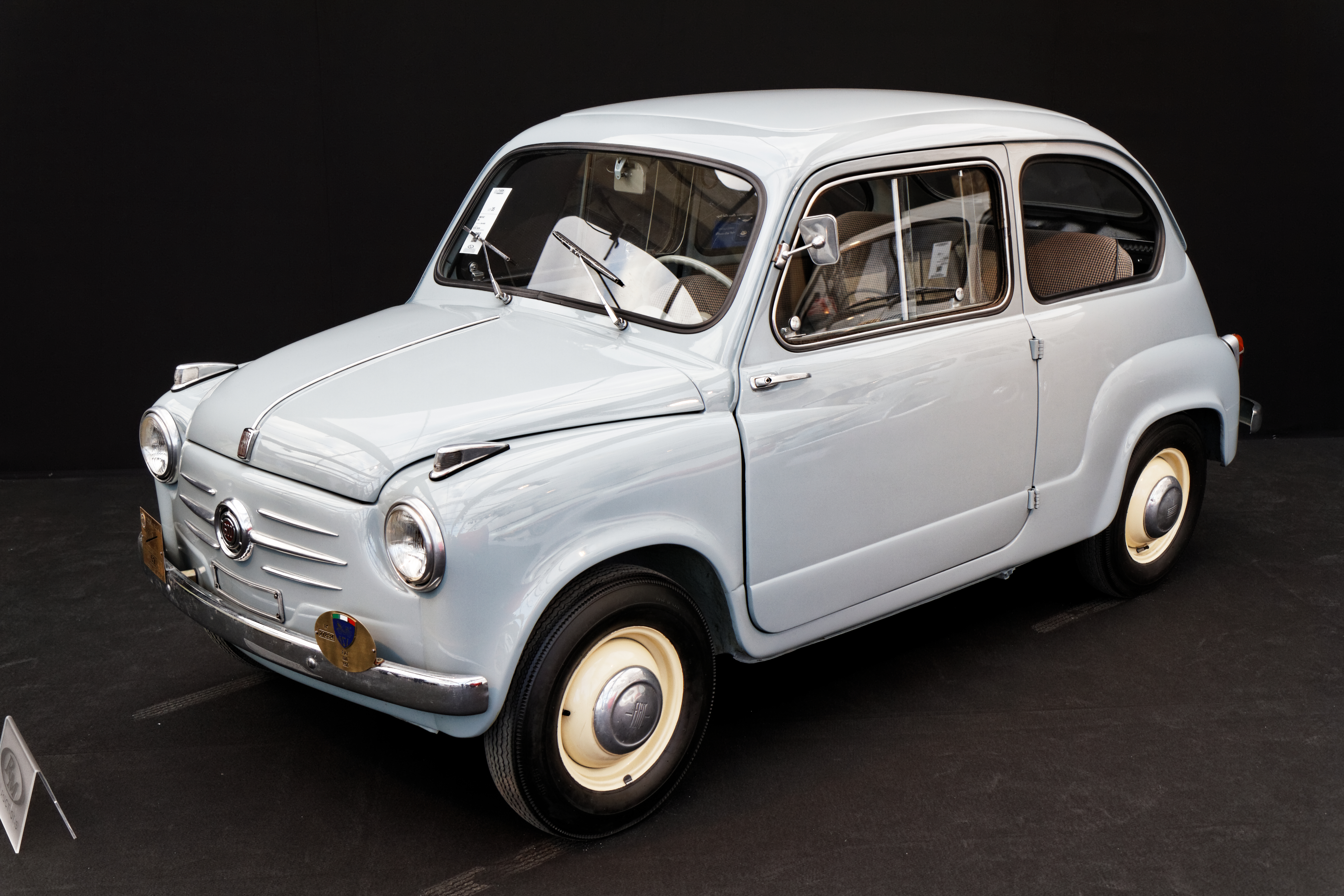
Fiat 600 del 1956

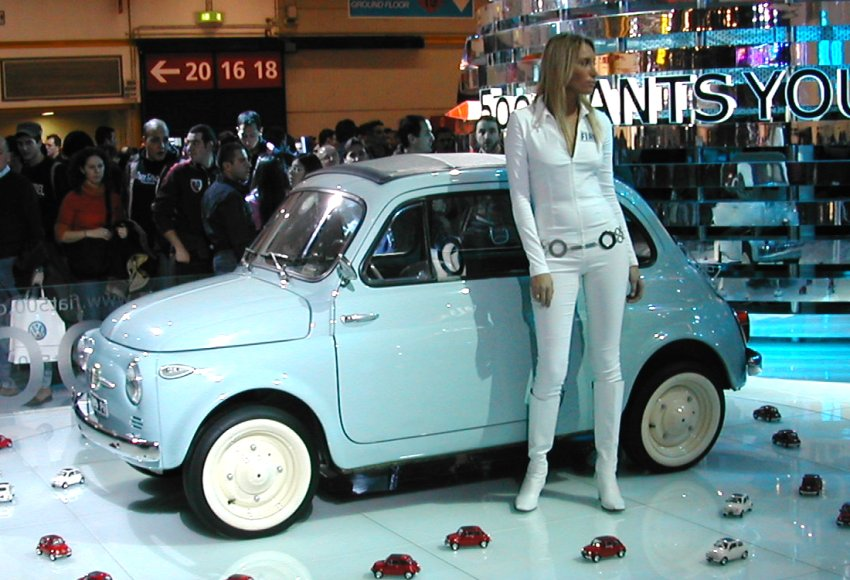
Fiat Nuova 500 del 1957

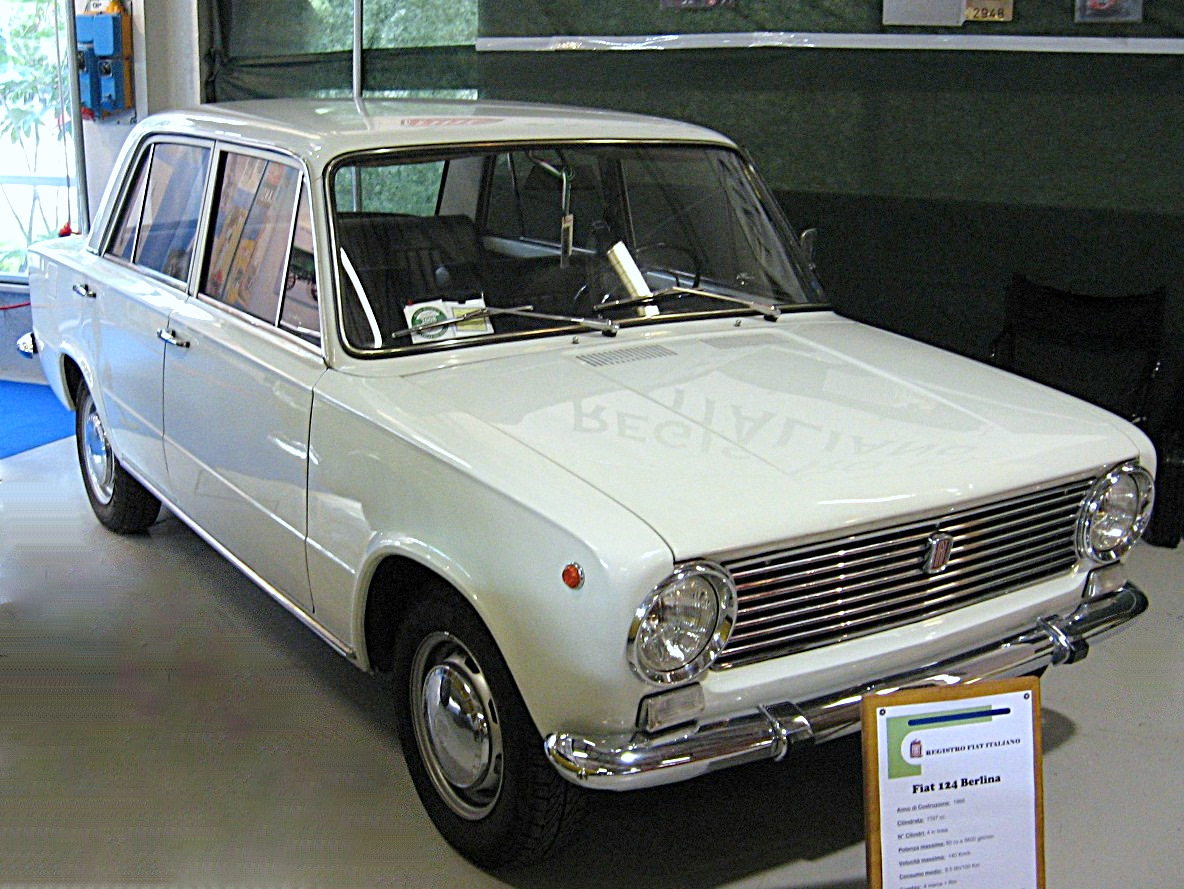
Fiat 124 del 1966

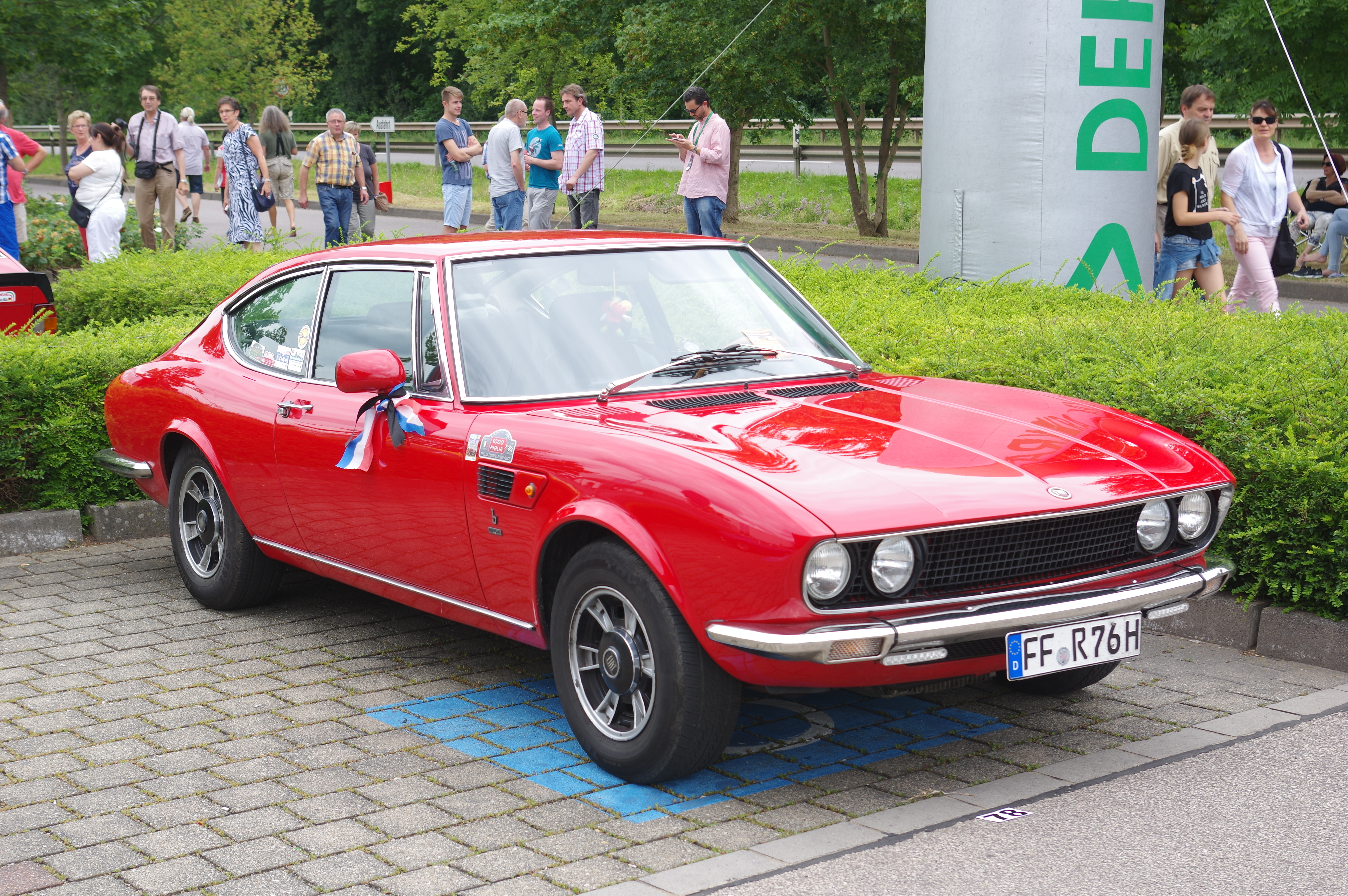
Fiat Dino 2000 Coupé del 1968

- 1960 Fiat Campagnola B diesel 1102B
- 1960 Fiat 500 Giardiniera
- 1961 Fiat 2300 Berlina
- 1961 Fiat 2300 Coupé
- 1961 Fiat 2300S Coupé
- 1961 Fiat 850 TC Berlina Abarth
- 1962 Fiat 1300
- 1962 Fiat 1500
- 1962 Fiat 1500S Berlina Abarth
- 1963 Fiat 1600 Cabriolet
- 1963 Fiat 1600S Coupé
- 1963 Fiat 2300 Berlina Speciale
- 1964 Fiat 600 III Serie
- 1964 Fiat 850
- 1965 Fiat 850 Coupé
- 1965 Fiat 850 Spider
- 1965 Fiat 616
- 1965 Fiat 241

- 1966 Fiat 124
- 1966 Fiat 2300 B Familiare
- 1966 Fiat 850 Ghia Vanessa

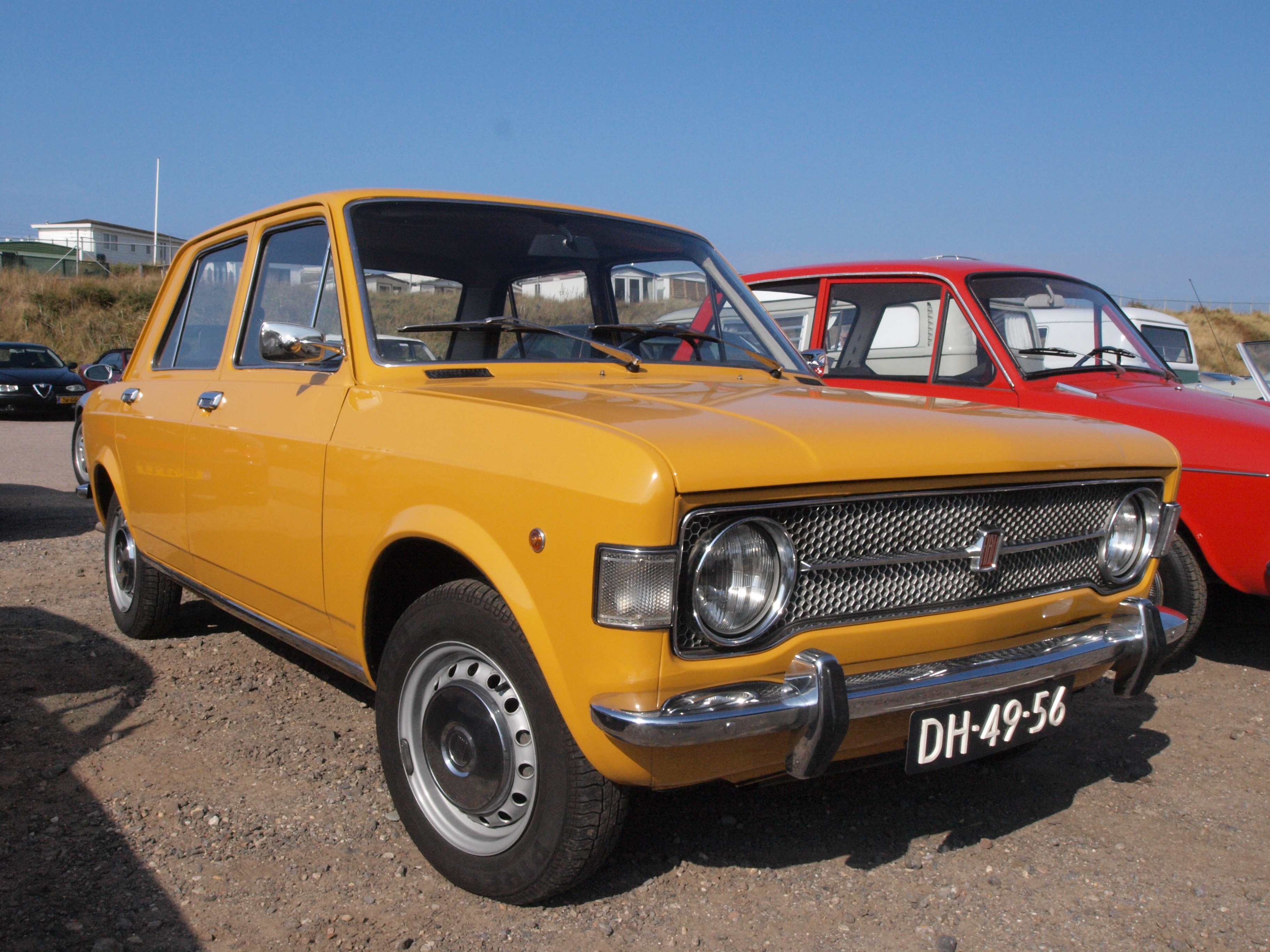
Fiat 128 del 1969

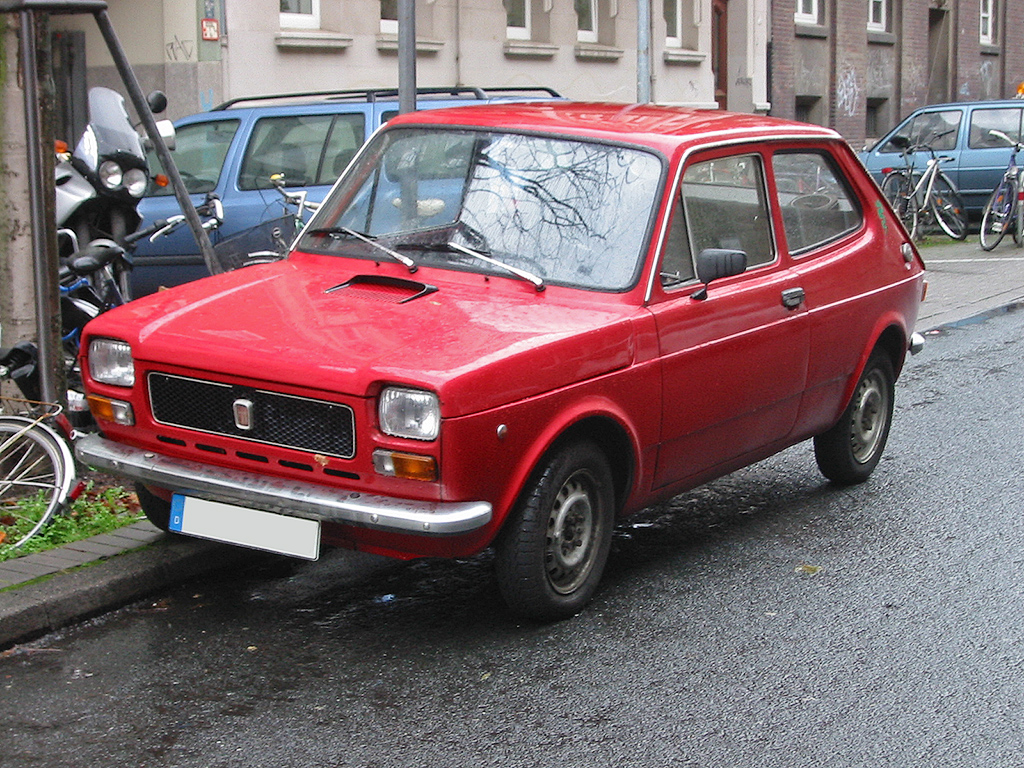
Fiat 127

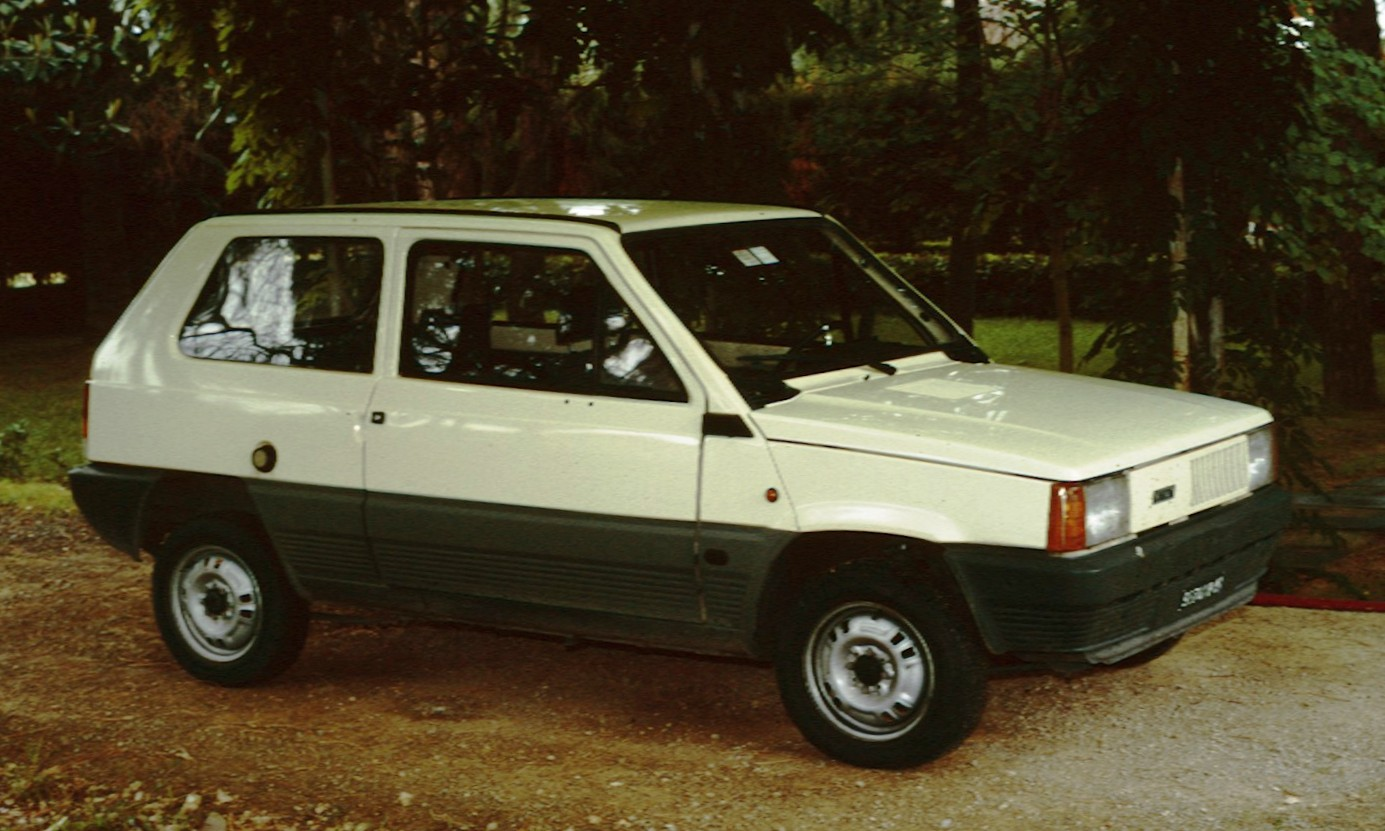
Fiat Panda 45 del 1980

- 1966 Fiat OT 1300/124 Coupé Abarth
- 1966 Fiat 124 Sport Coupé 1400
- 1966 Fiat 124 Sport Spider 1400
- 1967 Fiat 1100 R
- 1967 Fiat 125
- 1967 Fiat 125 Speciale Berlina
- 1967 Fiat 1500 Cabriolet
- 1967 Fiat Dino Coupé 2.0
- 1967 Fiat Dino Spider 2.0
- 1968 Fiat 1500 L Berlina
- 1968 Fiat 850 Sport Coupé
- 1968 Fiat 850 Sport Spider
- 1968 Fiat 850 Super Berlina
- 1968 Fiat 500L (Lusso)
- 1968 Fiat 125 S
- 1968 Fiat 124 special
- 1969 Fiat 124 Sport Coupé 1600
- 1969 Fiat 124 Sport Spider 1600
- 1969 Fiat 128 Familiare
- 1969 Fiat 128
- 1969 Fiat 130 Berlina
- 1969 Fiat Dino 2.4 Coupé
- 1969 Fiat Dino 2.4 Spider
- 1969 Fiat Campagnola diesel C 1102C
- 1969 Fiat 238
- 1970 Fiat 124 T Speciale
- 1970 Fiat 418 bus urbano
- 1970 Fiat 125 special (seconda serie)
- 1970 Fiat 124 (Restyling)
- 1971 Fiat 127
- 1971 Fiat 128 1100SL Coupé
- 1971 Fiat 128 1300SL Coupé
- 1971 Fiat 128 Rally
- 1971 Fiat 130 Coupé
- 1971 Fiat 130 Coupé Automatica
- 1972 Fiat 124 Abarth Rally
- 1972 Fiat 127 L
- 1972 Fiat 421 bus urbano ed extraurbano
- 1972 Fiat 850 Familiare
- 1972 Fiat X1/9
- 1972 Fiat 128 (seconda serie)
- 1973 Fiat 314/3 bus urbano ed extraurbano
- 1973 Fiat 126
- 1973 Fiat 132
- 1974 Fiat 133
- 1974 Fiat 242
- 1975 Fiat 130 Opera
- 1975 Fiat 128 3P
- 1975 Fiat Mirafiori 1600 CL
- 1976 Fiat 131 Abarth
- 1976 Fiat 132 1800 ES
- 1976 Fiat 147
- 1976 Fiat 128 (terza serie)
- 1977 Fiat 132 2000 GLS
- 1977 Fiat Fiorino (prima serie)
- 1977 Fiat 127 (seconda serie)
- 1978 Fiat 127 Sport 70 HP
- 1978 Fiat Ritmo
- 1978 Fiat Mirafiori Sport
- 1978 Fiat 127 sport
- 1979 Fiat 124 Sport Spider 2000
- 1979 Fiat 132 Diesel
- 1979 Fiat Campagnola
- 1979 Fiat Campagnola Lunga
- 1979 Fiat Mirafiori 1300 CL
- 1979 Fiat marengo (prima serie)
- 1980 Fiat Panda (prima serie)
- 1980 Fiat Strada 75 CL
- 1980 Fiat Supermirafiori
- 1980 Fiat 127 D
- 1980 Fiat 127/147 panorama

## 1981-1999
- 1981 Fiat 131 Mirafiori 1300 L
- 1981 Fiat 131 Racing
- 1981 Fiat Strada Abarth 125 TC
- 1981 Fiat Ducato (prima serie)
- 1982 Fiat 127 1300 Sport
- 1982 Fiat Abarth Volumetrico 131
- 1982 Fiat Argenta
- 1982 Fiat Campagnola Diesel
- 1982 Fiat Strada 105 TC

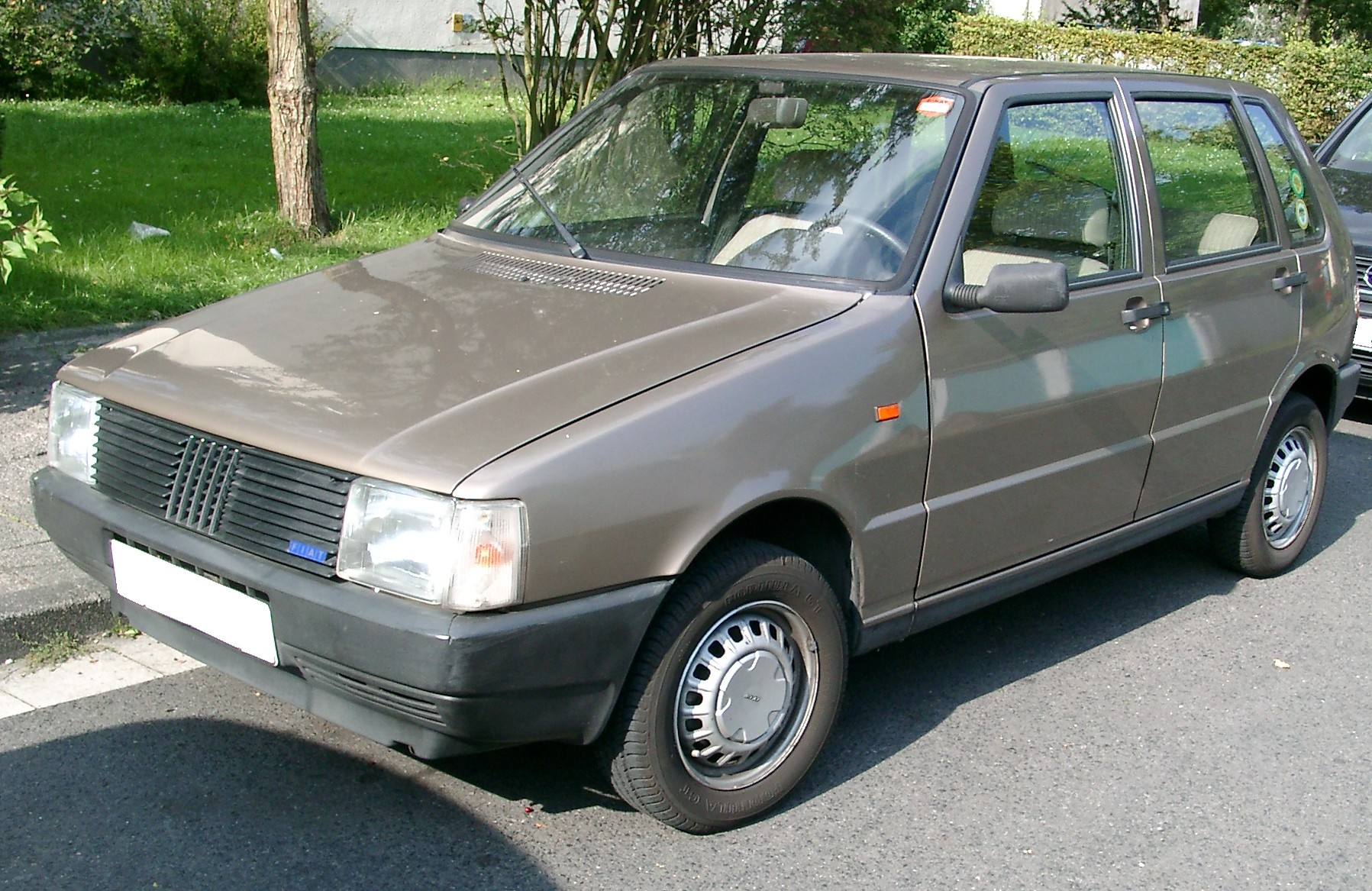
Una Fiat Uno

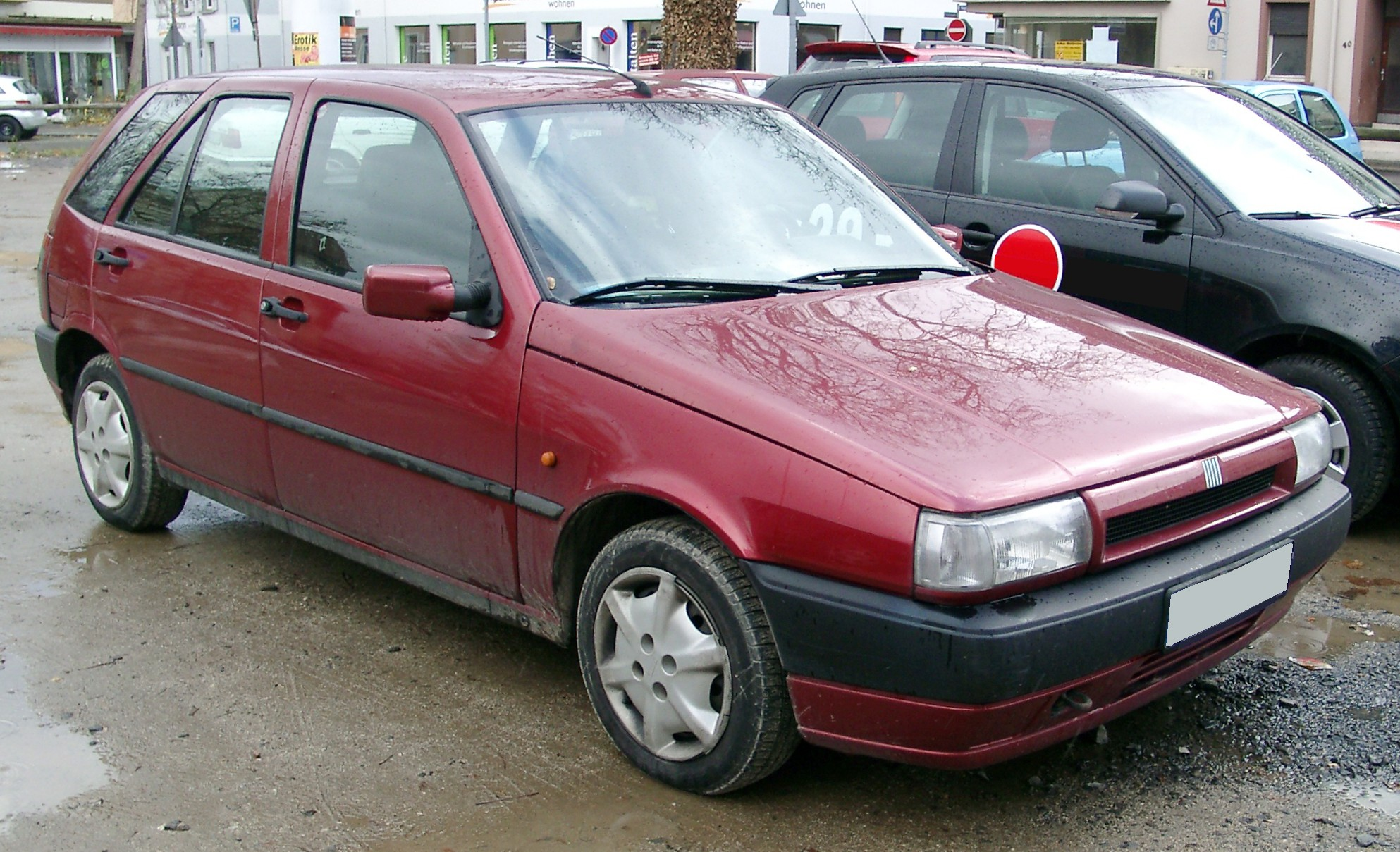
Una Fiat Tipo

- 1982 Fiat X1/9 (Stati Uniti d'America)
- 1982 Fiat 127 (terza serie)
- 1982 Fiat Ritmo (seconda serie)
- 1983 Fiat Regata
- 1983 Fiat Uno
- 1983 Fiat 127 unificata
- 1983 Fiat Argenta (Restyling)
- 1984 Fiat Strada Abarth 130 TC
- 1984 Fiat Fiorino (seconda serie)
- 1984 Fiat Panda 4X4
- 1985 Fiat Argenta SX
- 1985 Fiat Croma
- 1985 Fiat Uno Turbo ie
- 1985 Fiat Marengo (seconda serie)
- 1986 Fiat Panda (restyling)
- 1986 Fiat Panda Van
- 1986 Fiat Regata (Restyling)
- 1987 Fiat 126 BIS
- 1987 Fiat Duna
- 1988 Fiat Tipo
- 1989 Fiat Croma Diesel
- 1989 Fiat Uno (seconda serie)
- 1989 Fiat Talento

- 1990 Fiat Tempra
- 1990 Fiat Marengo (terza serie)
- 1991 Fiat Cinquecento
- 1993 Fiat Punto (prima serie)

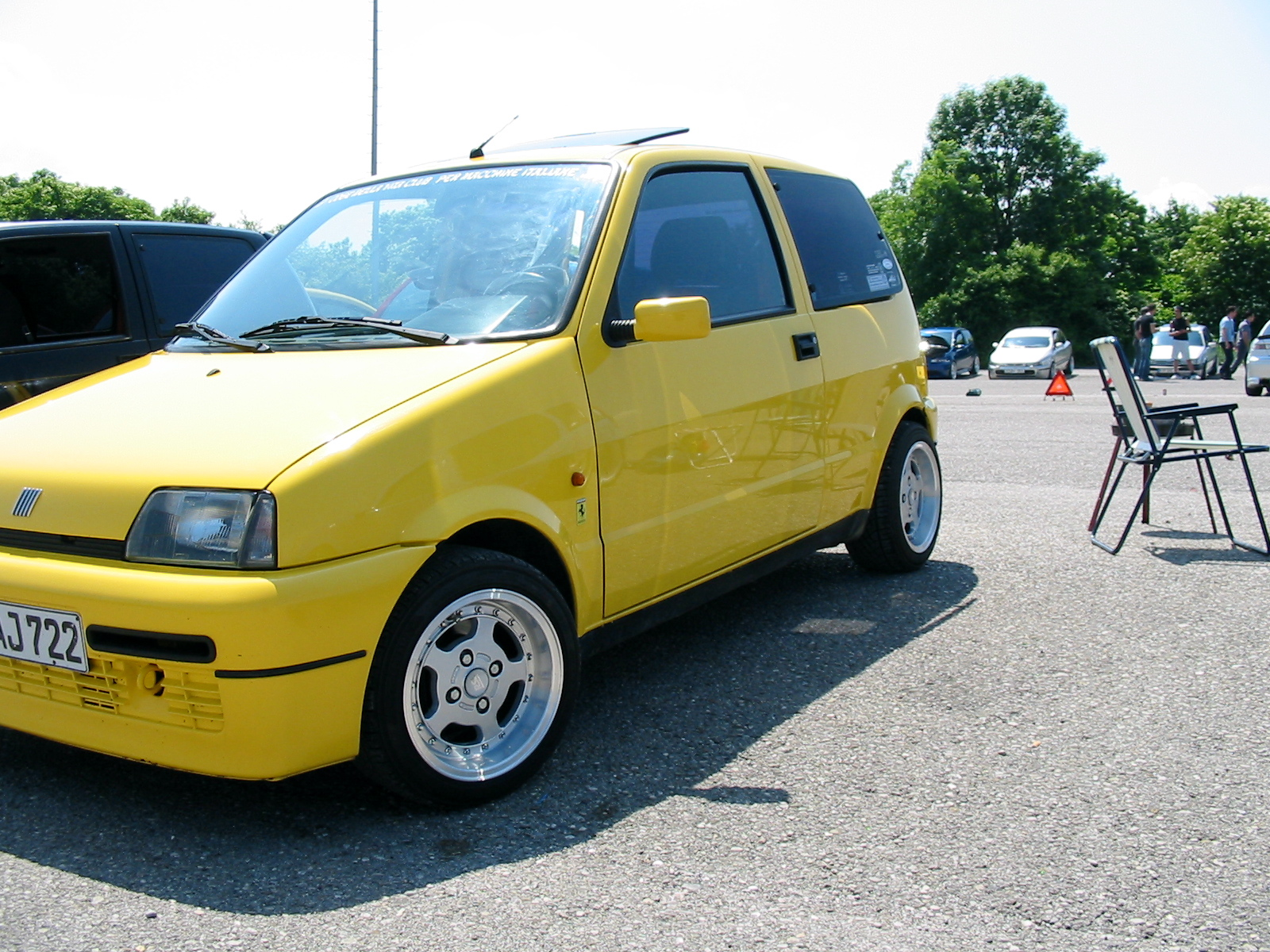
Una Fiat Cinquecento Sporting

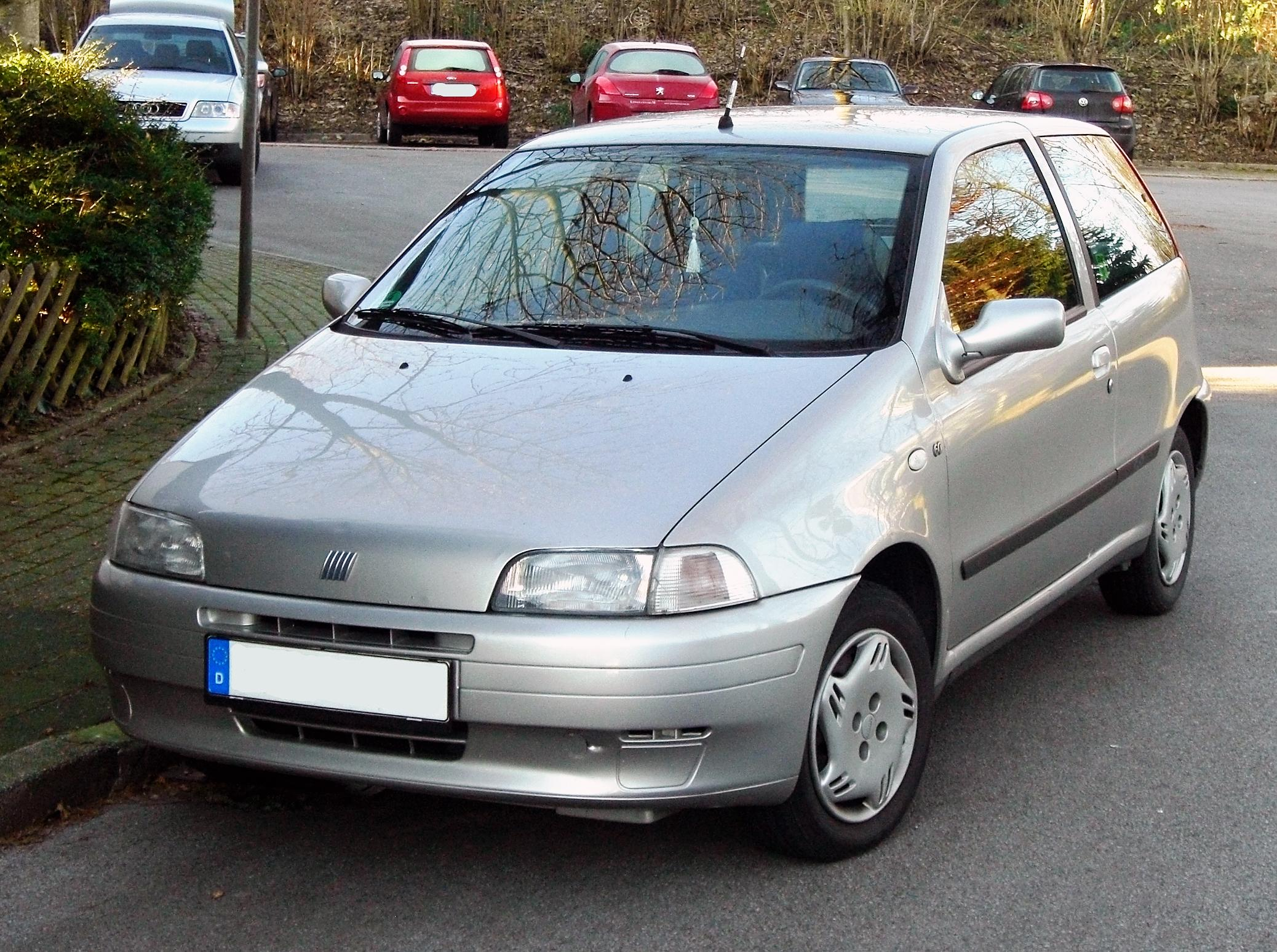
Una Fiat Punto prima serie.

- 1993 Fiat Cinquecento (seconda serie)
- 1993 Fiat Tipo (seconda serie)
- 1994 Fiat Fiorino (terza serie)
- 1994 Fiat Ducato (seconda serie)
- 1994 Fiat Barchetta
- 1994 Fiat Cinquecento Sporting
- 1994 Fiat Coupé 16v Turbo
- 1994 Fiat Coupé 1.8 16v
- 1994 Fiat Ulysse
- 1995 Fiat Bravo
- 1995 Fiat Brava
- 1995 Fiat Cinquecento (terza serie)
- 1996 Fiat Scudo
- 1996 Fiat Palio
- 1996 Fiat Siena
- 1996 Fiat Coupé 2.0 20v
- 1996 Fiat Marea 1.4 12v
- 1998 Fiat Marea 155 20v
- 1998 Fiat Marea Weekend 155 20v
- 1998 Fiat Multipla
- 1998 Fiat Seicento
- 1998 Fiat Marea (Restyling)
- 1998 Fiat Bravo (Restyling)
- 1999 Fiat Punto (seconda serie)
- 1999 Fiat Strada

## 2000-oggi
- 2000 Fiat Doblò

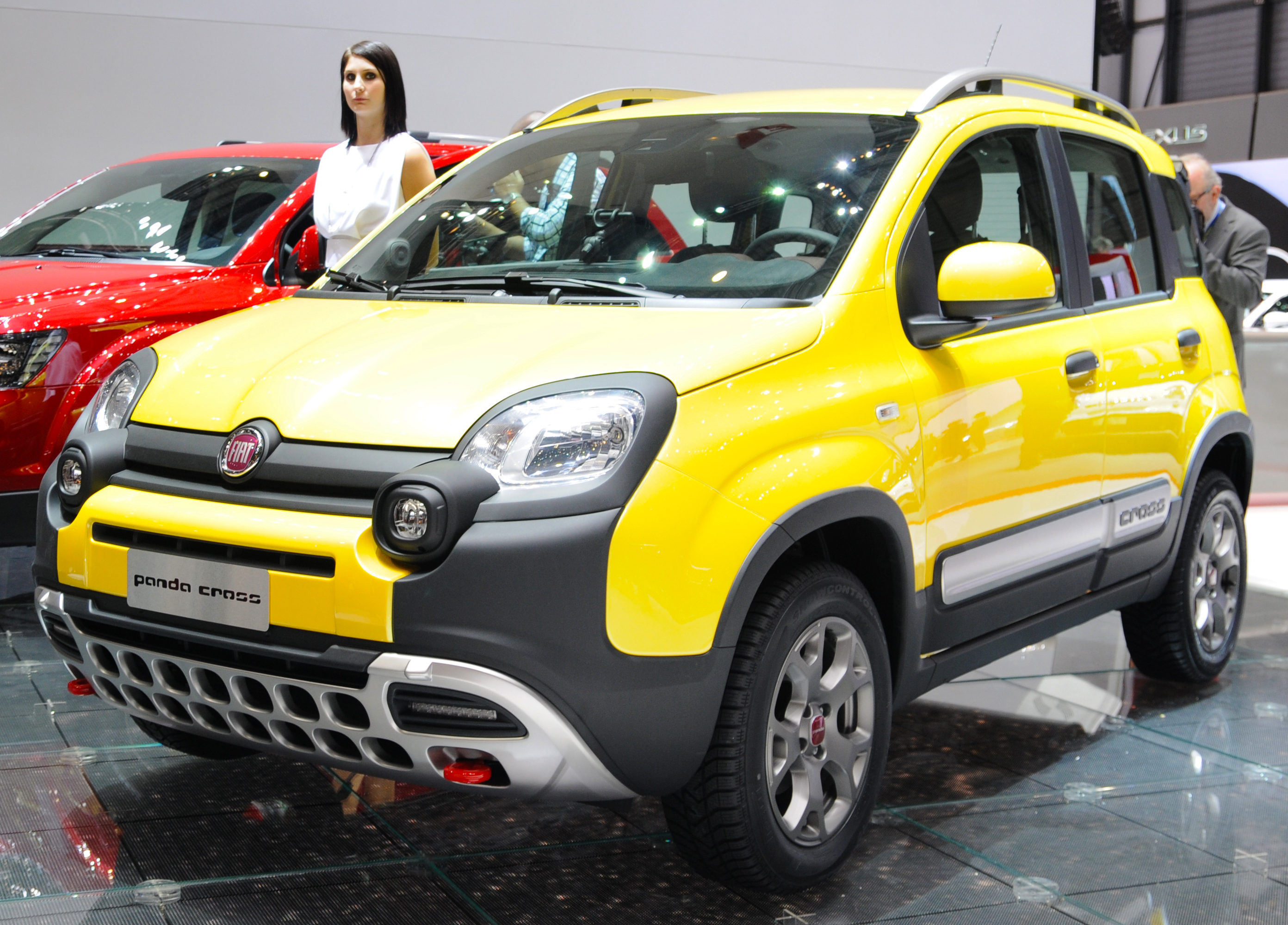
Una nuova Fiat Panda cross

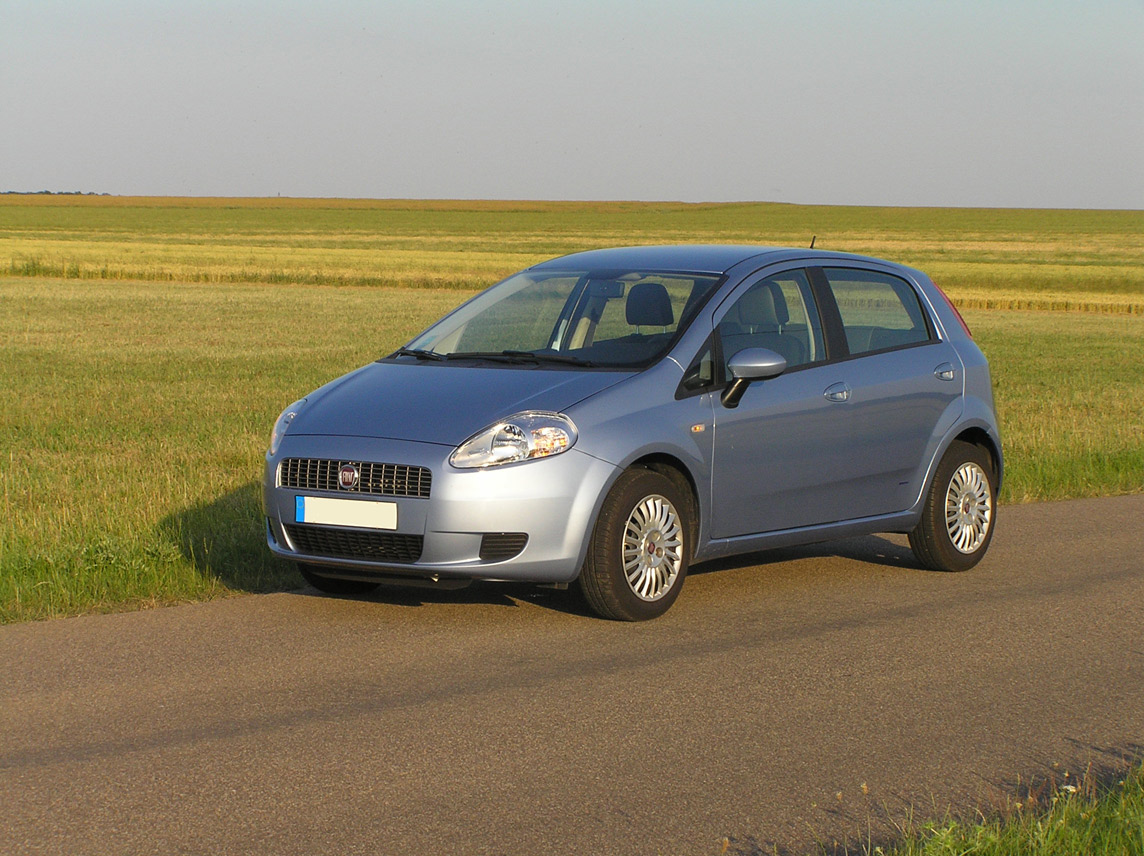
Una Fiat Grande Punto

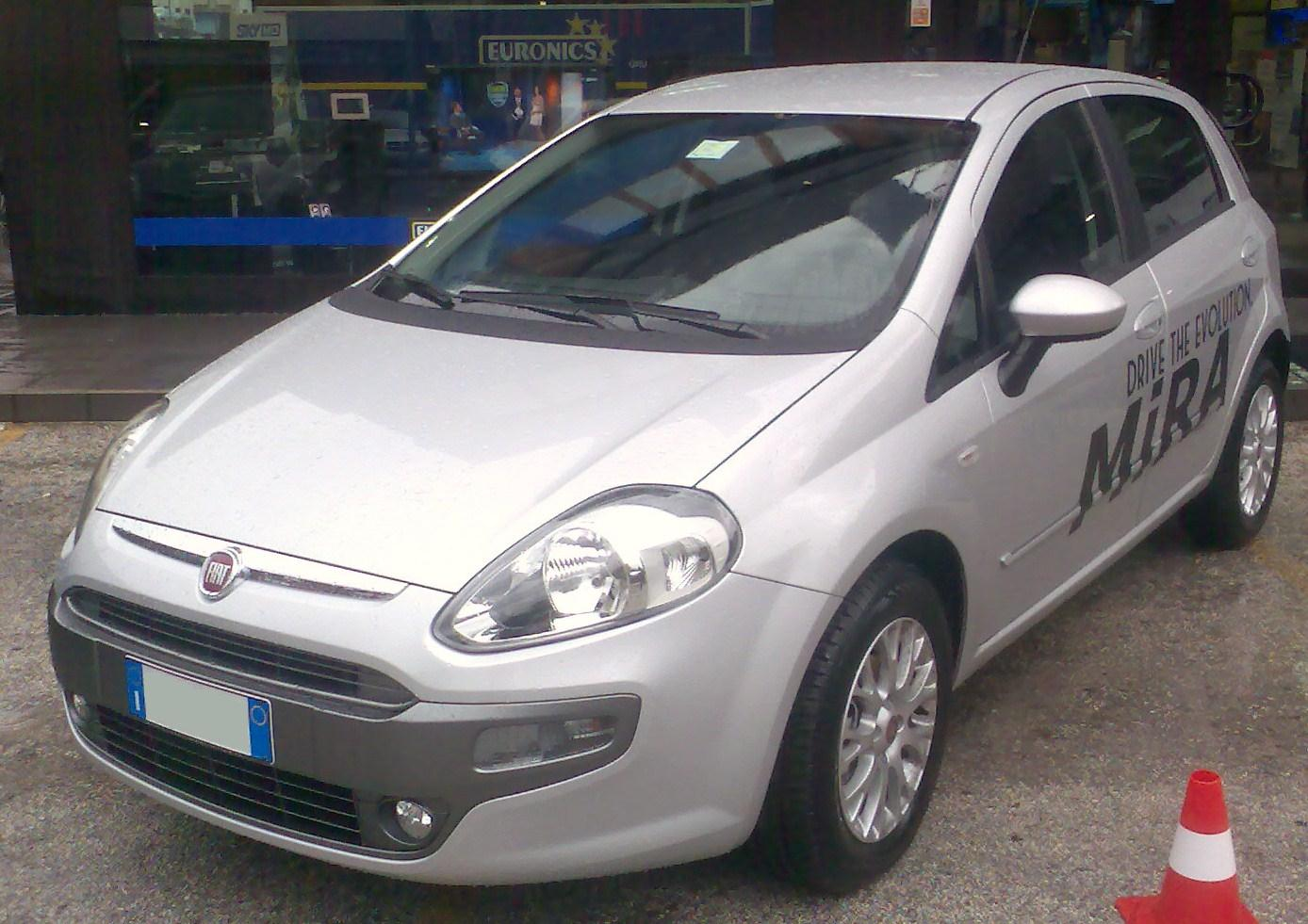
Una Fiat Punto Evo

- 2000 Fiat Seicento (seconda serie)
- 2001 Fiat Stilo
- 2002 Fiat Albea
- 2002 Fiat Ulysse (seconda serie)
- 2002 Fiat Ducato (seconda serie restyling)
- 2003 Fiat Idea
- 2003 Fiat Panda (seconda serie)
- 2003 Fiat Punto (seconda serie restyling)
- 2003 Fiat Barchetta (Restyling)
- 2004 Fiat Panda 4x4
- 2004 Fiat Multipla (seconda serie)
- 2005 Fiat Croma
- 2005 Fiat Sedici
- 2005 Fiat Grande Punto
- 2005 Fiat 600 (terza serie)
- 2006 Fiat Multipla (seconda serie restyling)
- 2006 Fiat Panda 100HP
- 2006 Fiat Perla (mercato cinese)
- 2006 Fiat Ducato (terza serie)
- 2007 Fiat Linea
- 2007 Fiat Bravo (seconda serie)
- 2007 Fiat 500
- 2007 Fiat Fiorino (quarta serie)
- 2007 Fiat Scudo (seconda serie)
- 2008 Fiat Qubo
- 2009 Fiat 500C
- 2009 Fiat Punto Evo
- 2009 Fiat Doblò (seconda serie)
- 2010 Fiat Uno (mercato sudamericano)
- 2011 Fiat Freemont
- 2011 Fiat Palio (seconda serie)
- 2012 Fiat Panda (terza serie)
- 2012 Fiat Punto
- 2012 Fiat Viaggio (mercato cinese)
- 2012 Fiat 500L
- 2012 Fiat Siena (seconda serie)
- 2013 Fiat Ottimo (mercato cinese)
- 2013 Fiat 500 elettrica (mercato nordamericano)
- 2014 Fiat 500X
- 2014 Fiat Avventura (mercato sudamericano)
- 2014 Fiat Ducato (terza serie restyling)
- 2015 Fiat Tipo
- 2016 Fiat Mobi (mercato sudamericano)
- 2016 Fiat Fullback
- 2016 Fiat Toro (mercato sudamericano)
- 2016 Fiat 124 Spider
- 2016 Fiat Talento (seconda generazione 2016-2020)
- 2017 Fiat Argo (mercato sudamericano)
- 2018 Fiat Cronos (mercato sudamericano)
- 2020 Fiat Nuova 500
- 2020 Fiat Strada (seconda serie, mercato sudamericano)
- 2021 Fiat Pulse (mercato sudamericano)
- 2021 Fiat Scudo (terza serie)
- 2022 Fiat E-Doblò
- 2022 Fiat E-Ulysse
- 2022 Fiat E-Scudo
- 2022 Fiat Fastback (mercato sudamericano)
- 2022 Fiat Ulysse (terza serie)
- 2023 Fiat 600 e 600e
- 2023 Fiat Topolino
- 2024 Fiat Titano
- 2024 Fiat Grande Panda